# Monsieur Beaucaire
Monsieur Beaucaire er en amerikansk stumfilm fra 1924 instrueret af Sidney Olcott.

## Medvirkende
- Rudolph Valentino som Duke de Chartres / Beaucaire
- Bebe Daniels som Henriette
- Lois Wilson som Maria Leszczyńska
- Doris Kenyon som Lady Mary
- Lowell Sherman som Louis XV
- Paulette Duval som Madame de Pompadour
- John Davidson som Armand de Vignerot du Plessis
- Oswald Yorke som Miropoix